# 永楽町 (名古屋市)
永楽町（えいらくちょう）は、愛知県名古屋市中区の地名。

## 歴史

### 沿革
- 1878年（明治11年）12月20日 - 七番町が改称し、名古屋区永楽町となる[1]。
- 1889年（明治22年）10月1日 - 名古屋市成立に伴い、同市永楽町となる。
- 1908年（明治41年）4月1日 - 中区成立により、同区永楽町となる[1]。
- 1969年（昭和44年）10月21日 - 住居表示により、大須一丁目に編入され消滅[1]。